# Fulenbach
Fulenbach é uma comuna da Suíça, no Cantão Soleura, com cerca de 1.542 habitantes. Estende-se por uma área de 4,47 km², de densidade populacional de 345 hab/km². Confina com as seguintes comunas: Boningen, Gunzgen, Härkingen, Murgenthal (AG), Neuendorf, Wolfwil.
A língua oficial nesta comuna é o Alemão.

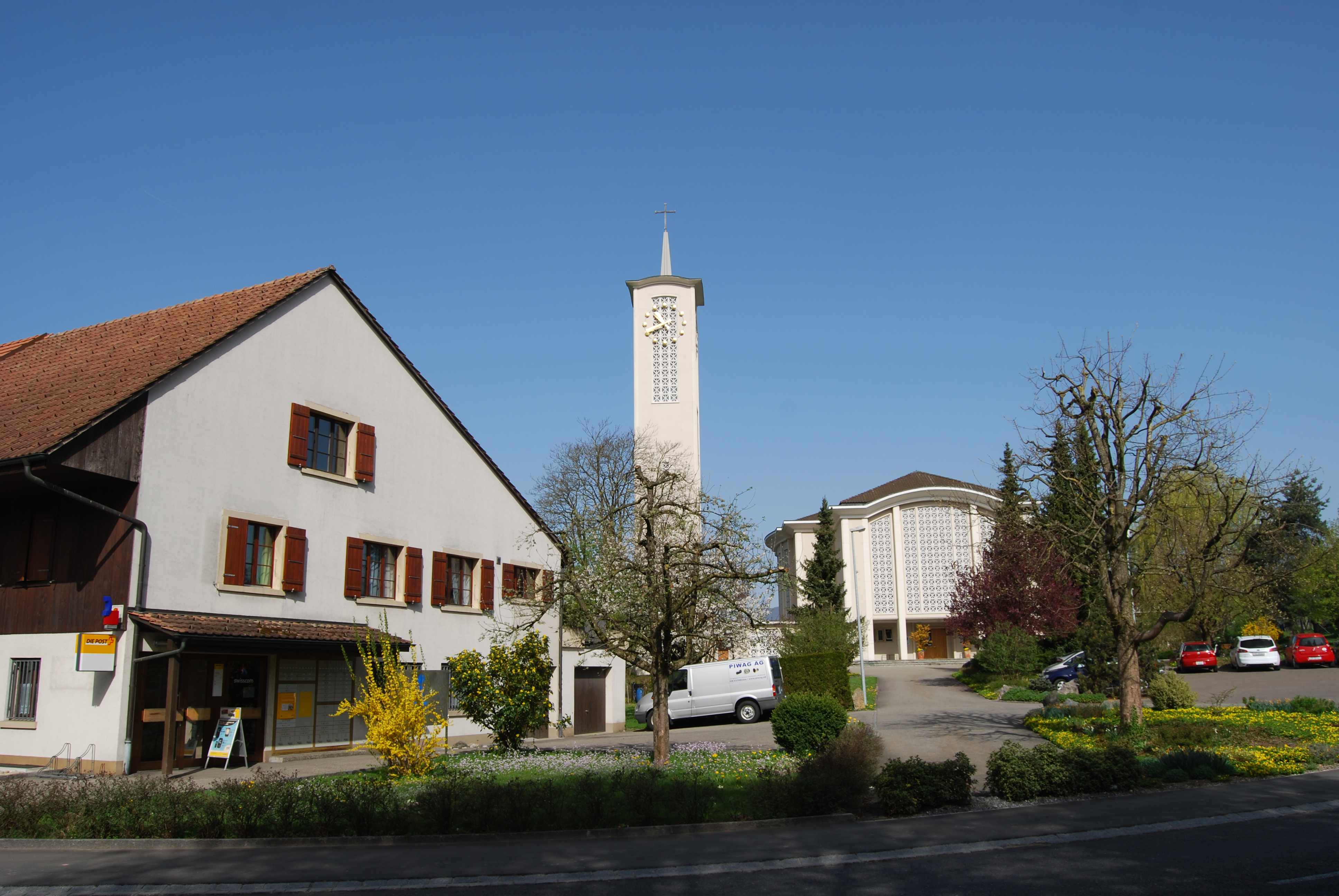
Fulenbach.